# Сарњано II (Ријети)
Сарњано II је насеље у Италији у округу Ријети, региону Лацио.
Према процени из 2011. у насељу је живело 34 становника. Насеље се налази на надморској висини од 261 м.